# Elias Layon
Elias Layon (Zalé, 1950) é um pintor e escultor libano-brasileiro, conhecido como Pintor das Brumas de Mariana, considerado um dos mestres do neobarroco.

## Biografia
Nasceu em 1950, em Zalé, Líbano. Emigrou em 1958, junto com seus pais, para o Brasil. Ainda criança se estaleceu em Mariana, na região central de Minas Gerais. Iniciou seus estudos artisticos aos 13 anos, quando sua mãe o inscreveu na Escola de Artes da Iugoslava Erna Antunes, formada pela Academia de Belas Artes de Viena.
Depois dos estudos iniciais, se especializou em outros cursos. Como o de pintura ao ar livre, à maneira dos impressionistas europeus, com Mário de Oliveira e Oscar Walzak, o de anatomia humana, na Escola de Farmácia de Ouro Preto, e o de composição e restauração com Jair Afonso Inácio, além de estudos autodidatas que realiza em seu ateliê em Mariana e Ouro Preto.
É casado com Conceição Rodrigues Layon, artista ouro-pretana.

## Estilo e influências
Suas principais influências artísticas advém do rococó e do barroco mineiro, tendo como inspiração Antônio Francisco Lisboa e Gian Lorenzo Bernini. Atualmente, é considerado um dos mestres do neobarroco. Layon é especialista na obra de Aleijadinho. Tanto que muitas de suas esculturas são erroneamente atribuídas à Antônio Francisco Lisboa, situação que Layon denuncia, "antiquários compram a imagem, envelhecem maliciosamente e depois conseguem um laudo de autenticidade. Querem ganhar dinheiro nas costas da ignorância dos colecionadores brasileiros, que infelizmente não conhecem a obra de Aleijadinho”. 
Em Mariana é conhecido como pintor das brumas. Estilo singular que foi saudado por Pietro Maria Bardi.

### Pinturas
Elias Layon abriu seu primeiro atelier em Mariana no final da década de 60 e foi influenciado por grandes personalidades brasileiras, como Ziraldo. Logo, recebeu reconhecimento nacional, expondo em importantes galerias brasileiras e tendo seu trabalho em exibição em vários locais no Brasil, como Campinas, Teresópolis e Ouro Preto.
Seu quadro, o Princípio de Minas, foi reconhecido através de um projeto de lei pela Assembleia de Minas Gerais como quadro oficial da fundação do Estado e está em exposição permanente no Museu de Mariana.
No MASP (Museu de Artes de São Paulo), é possível encontrar a obra "O Homem e seus conflitos", de sua autoria. Na Igreja São Francisco de Assis, em Ouro Preto, retratos de Ataíde e Aleijadinho. Na Secretaria de Cultura de Minas Gerais, um retrato de Murilo Híngel. Na Câmara Municipal de Mariana, retratos de Dom João V e Mariana D'Áustria. Na Casa dos Contos, em Ouro Preto, quadro de uma procissão de Semana Santa na sala reservada. Também há obras suas no Museu Guignard de Ouro Preto, na Academia Mineira de Letras, na Câmara dos Vereadores de Belo Horizonte, no Palácio Episcopal de Mariana, no Instituto Ricardo Brennand, em Recife; entre outros.
Fora do Brasil, também é possível encontrar trabalhos seus, como o retrato do ex-papa João Paulo II, no Vaticano (Itália); vários quadros no Museu Casa Maria da Fontinha, em Gafanhão (Portugal); além de acervos particulares de artistas e personalidades.

### Esculturas
No final da década de 90, Elias Layon decidiu criar em sua residência uma capela dedicada a Santo Antônio, do qual é devoto; e à Nossa Sra. da Conceição, santa de devoção da sua esposa. Para tanto, decidiu criar ele mesmo as esculturas sacras que comporiam tal orada. A partir daí, começou a se dedicar à escultura sacra.
Posteriormente, junto à policromista Olga Tukoff e ao entalhador, Hélio Petrus, iniciou em Mariana um movimento de resgate ou retomada do Barroco Mineiro, passando a extrair  da madeira de cedro imagens sacras de devoção brasileira. Hoje, o movimento já soma mais de 250 artistas em todo Brasil.
Suas esculturas pertencem a acervos de personalidades, como Hebe Camargo e Itamar Franco, e também está em exposição permanente em alguns museus e igrejas brasileiras. Na Igreja Nossa Senhora do Pilar, em Ouro Preto é possível admirar um São Pedro de sua autoria no nicho direito do altar-mor. Na Igreja Nossa Sra. do Carmo, em Mariana, há um Cristo crucificado em tamanho real. Há também na Paróquia Bom Jesus do Vale, em Belo Horizonte, um Cristo crucificado direcionando o Divino Espírito Santo aos fiéis. 
Já no Museu da Inconfidência, em Ouro Preto, há uma imagem idealizada e esculpida por Layon com a figura do mestre Aleijadinho. Essa imagem foi criada a partir de relatos históricos de como seria a aparência daquele que ainda é considerado o maior representante do Barroco Mineiro. 
Fora do Brasil, é possível encontrar algumas esculturas suas como Santa Rita e Santa Teresinha no Citibanamex, na Cidade do México

## Exposições e acervos

### Exposições
- Museu Casa Alphonsus de Guimaraens, 2007: Exposição Aldravista de Arte, conjuntamente a outros artistas.[17]
- Casa dos Contos, 2013: Sinfonias Cromáticas de Layon.[4]
- Galeria de Arte da Imprensa Oficial, 2013: Quadros e Cores de Belo Horizonte - 116 anos de História.[18]
- Galeria de Arte do Instituto Federal de Minas Gerais, Ouro Preto, 2017: Jair Inácio, o patrimônio em Minas Gerais, conjuntamente a Edson Toledo e Zenith Inácio.[19][20]
- Igreja de Nossa Senhora Rainha dos Anjos, Mariana, 2018: Exposição da Conceição.[21]
- Errol Flynn Galeria de Arte, 2020: Primavera, conjuntamente a outros artistas, como Yara Tupinambá.[22]
- Mercado Central de Belo Horizonte, 2022: Rádio em movimento, conjuntamente a Fernando Pacheco e Carlos Bracher.[23]
- Museu Casa Guignard, 2023: A boa alma de Guignard.[24]
- Academia Marianense de Letras, 2023: Ancestralidades, conjuntamente a Deia Leal e Camilo Leal.[25]

### Acervos
É possível encontrar suas obras nos mais diversos acervos espalhados pelo mundo. Como no Vaticano (um retrato de João Paulo II), no Museu da Arte de São Paulo, no Museu da Música de Mariana, no Museu Histórico de Marília, no Museu de Belas Artes de Cataguases, no Museu Casa Guignard de Ouro Preto, no Museu Casa Alphonsus de Guimaraens (um retrato de Alphonsus de Guimaraens), na Academia Mineira de Letras (um retrato de Sinhá Olimpia), na Academia Marianense de Letras, na Catedral Basílica Nossa Senhora da Assunção de Mariana, na Igreja de Nossa Senhora do Carmo de Mariana, no Palácio Episcopal de Mariana e na Escola Guignard de Belo Horizonte.

## Premiações
É membro da Fundação Nacional de Arte, da Associação dos Artistas Plásticos de Mariana, e da Associação dos Artistas Plásticos de Minas Gerais.
Recebeu diversos prêmios e condecorações, como Comenda de Mérito Cultural Padre Avelar, a Medalha do Dia de Minas e a Medalha da Inconfidência. Também foi premiado com a Medalha de Ouro no III salão das artes de São Paulo e no I salão das artes de Petrópolis.